# Polde Milek
Polde Milek, slovenski atlet, * 4. november 1948, Ljubljana.
Milek je za Jugoslavijo nastopil na Poletnih olimpijskih igrah 1968 v Ciudad je Mexicu, kjer je v skoku v višino s skokom 200 cm osvojil 33. mesto. Osebni rekord, 213 cm, je postavil istega leta.